# Ваня Петкова
Ваня Петкова (с рождено име: Ива̀на Петко̀ва Петко̀ва) е българска поетеса, писателка и преводачка от смесен български, руско-украински, и гръцки произход. Смятана за една от най-големите български поетеси от втората половина на XX и началото на XXI век. 
Авторка е на 36 книги, сред които 27 стихосбирки, 8 новели с разкази, и романът „Бог е любов“, издаден посмъртно. Преводачка е от украински, руски, английски, арабски, сърбохърватски, немски, и испански. Член на Съюза на българските писатели, на Съюза на преводачите в България и на Съюза на българските журналисти.
Поезията на Петкова е преведена и издадена на 13 езика, сред които японски, арменски и арабски. Нейна духовна наставничка е била Елисавета Багряна.

Често е определяна като „бунтарката на българската литература“, и „най-космополитната“ личност в българската литература, както поради знанието ѝ на седем езика и издадени на пет континента произведения, така и поради нейния смесен произход.

## Биография и творчество

### Родословие
Родена е на 10 юли 1944 г. в София, в семейството на Петко Петков, син на белогвардейските имигранти Иван Искандеров, с военния прякор „Скендербег“ – генерал от руско-черкезки произход, служил при император Николай II, и съпругата му Анастасия Житска – украинка от Полтава, които след началото на руската гражданска война през 1917 г. се преселват от Руската империя в България заради репресиите от страна на болшевиките, променят си фамилиите и се заселват край Дунава, а по-късно в старопрестолната столица Велико Търново.
Майката на Ваня – Василка, с истинското име Василиса, е била шивачка родом от Бургас, и дъщеря на гъркиня и българин. Василка и Петко кръщават дъщеря си с името Ивана, в чест на дядо ѝ ген. Иван Искандеров. Впоследствие Петкова сама си променя името от Ивана на Ваня.
Баща ѝ си отива рано, остават сами с майка си, която шие, за да издържа дъщеря си. Като малка Ваня прекарва значителна част от детството си между София, Созопол, и село Лозица, край река Дунав. Поради космополитната среда на семейството ѝ, основно е говорила на руски и гръцки език, а впоследствие научава и български.
Поради тези факти Ваня Петкова е често определяна като най-космополитната личност в българската литература. Белогвардейската история на нейното семейство по-късно служи като допълнителна пречка в кариерата на младата поетеса, изгряваща по време на комунистическия строй в България.
Има единствена дъщеря, Олга-Жаклин, по-известна като българската журналистка Оля Ал-Ахмед, и двама внука, Насър и Джозеф.

Нейни са фразите:
| „ | Не бъдете шовинисти, а обичайте България! Тя е нашата родина. Родината на българите, на българските турци, българските роми, гагаузи, арнаути, черкези, арменци, евреи. Това е нашата родина! Когато излизаме зад границата, нас не ни питат „Ти каква си? Туркиня или черкезка или арменка или еврейка?“ Там гледат паспорта и казват „Ти си българин. Ти идваш от България.“– Ваня Петкова | “ |

### Образование и творчество
През 1962 г. завършва 21-во средно училище „Христо Ботев“ в София, а през 1967 г. завършва СУ „Св. Климент Охридски“ с основна специалност „Славянска филология“ и втора специалност „Немски език“. Между 1974 и 1978 година, по време на паралелната си дипломатическа кариера като културен представител на България в Куба, Петкова прави магистратура по испански език и латиноамериканска култура в университета „Хосе Марти“ в Хавана.
Литературният ѝ дебют е през 1959 г., когато публикуват нейното стихотворение „Мечта“ във вестник „Средношколско знаме“, което тя посвещава на врабче. В гимназията я открива композиторът Йосиф Цанков, който моли Ваня да напише текст за негова песен. Така Маргрет Николова запява „Любовта на Юнгата“, която остава в историята на българската естрада, като първата песен спечелила „Наградата на публиката“ в първото издание на конкурса „Златен Орфей“ през 1965 г. 
Запознават Ваня с Блага Димитрова, която я кара да ѝ донесе свои стихове. Когато Ваня стоварва всичко, което е писала, покойният Веселин Ханчев я вика в издателство „Български писател“ и казва: „Момиче, ти си гениална!“.
През 1965 г. издават първата ѝ стихосбирка „Солени ветрове“. Тогава е на 21 години.
След образованието си в университета е изпратена да работи в българското посолство в Хартум, Судан, откъдето е нейният съпруг Нури Садик-Ораби – доктор на науките от нубийски произход, с когото Петкова стъпва в брак в България през 1966 г., и който става един от основателите на арабската редакция на Българското национално радио.
През 1967 г. им се ражда дъщеря, която кръщават Олга-Жаклин, по-известна като българската журналистка Оля Ал-Ахмед. През същата година излизат стихосбирките на Ваня Петкова „Куршуми в пясъка“, „Грешница“ и „Привличане“.
Между 1966 и 1968 година работи като редакторка в списание „Славейче“, а от 1970 до 1973 година като редактор във външния отдел на вестник „Литературен фронт“.

#### Цензурирани книги
След издаването на стихосбирката „Грешница“ през 1967 г. книгата е цензурирана и иззета от книжарниците на страната, заради основното ѝ стихотворение „Грешница“, а именно фразите „Ето – аз съм грешница. Казвам това, което мисля, целувам устни, които искам, и очи с цвят на езеро, и очи с цвят на лешници аз до дъно разплисквам.“ На по-късен етап партията премахва забраната и стихосбирката е издадена без цензура, но създава редица дебати и спорове в литературните среди на България в края на 60-те и началото на 70-те години.
С поезията си Ваня Петкова създава смут в литературнокритическите среди. За писането ѝ Енчо Мутафов твърди, че „Петкова говори истини, които не смайват, но имат свое вътрешно горене и като чувствителност са неповторими по свой начин“.
„Нейните стихове хвърлят едно предизвикателство: в общо взето целомъдрената българска поезия, характерна със свенливия си реализъм, заговорва с първична сила една жена, търсеща в любовта не само упованието, а и насладата... Ваня Петкова притежава невероятната способност да ни разкрива всеки път любовната игра по новому, без нито едно повторение." – Любен Георгиев (български литературен критик, цитата, 1967 г.).
По думите на известния кинокритик и литературен историк Атанас Свиленов: „Ако Ваня Петкова ни демонстрираше само една лична женска дързост, нейната поезия нямаше да се възприеме като значим обществен и естетически факт“.
Сред известните литературни критици, също така изказали се положително към стихосбирките „Грешница“ и „Куршуми в пясъка“ са Иван Спасов, Огнян Сапарев, Мариана Тодорова, Стефан Коларов, Евтим Евтимов и Панталей Зарев, въпреки множеството свидетелства на техни съвременници, че с последния са имали постоянни пререкания. „В нейната интимна и женствена поезия, звучат силни и МЪЖЕСТВЕНИ тонове. Даже болката ѝ, даже страданието ѝ са осмислени от вяра, здраво я държи чувството, че никое страдание не е гибел, че никоя загубена надежда не е безнадеждност. Нещо ГОРДО и силно излъчва духът на тази поетеса.“ – акад. Панталей Зарев
Значителна част от произведенията на Петкова спадат в направлението определено като „българска маринистика“, поради открито изразената адмирация на поетесата към морето, показателно демонстрирана в стихосбирки като „Синята книга“ и „Пиратски стихове“, и високо оценена от българския литературен критик, най-известен в областта на маринистиката - Георги Николов, който твърди, че „С неспокойното си дарование, чудесната Ваня Петкова, прокарва вододел пред миналото. Съхранявайки го в реквием на истинността“.

#### Песни
Ваня Петкова е авторка на текстовете на редица известни български песни, сред които „Дискотека“ на група Трик с основен солист Етиен Леви, „Старите камбани“ на Йордан Марчинков (ном. „Мелодия на годината“ 1970 г.) , „Любовта на Юнгата“ (ном. „Златен Орфей“)  и „Старият Барба“ на Маргрет Николова, „Зайчето“ на българската рок група Дисонанс, „Закъснялото писмо“ и „Недей ми казва сбогом“ на Мими Николова, „Докато още може“ на Доника Венкова, първата песен на Фактор – „Спри този свят“, както и „Влюбена в мен“, „Обичам те“ на група Вираж (по музика на Асен Драгнев от група Атлас),„Зимна приказка“ в изпълнение на Йордан Йорданов (от група Фанданго), и алтернативна версия в изпълнението на актьора Пламен Манасиев, „Обратна река“ и „Жена“ с композиция на Дора Драганова, и в оперното изпълнение на Людмила Хаджиева, както и оперният хор „Любовна нощ“ по композиция на Любомир Пипков. 
Ваня Петкова е и авторка на текста на символичния химн на арменците в България – „Арменски очи“, в изпълнение и композиция на Хайгашод Агасян, който пише песента по едноименното й стихотворение „Арменски очи“ от стихосбирката „Обет за мълчание“(1979 г.).
През 1982 г. Балкантон издава плочата „Ваня Петкова: Стихотворения", с авторски рецитал на поетесата, включващ фонов музикален съпровод.
През 2024 г., изпълнителят Деян Неделчев създава песен по стихотворението на Ваня Петкова „Бъди“, със същото название.

#### Преводна литература
Освен превода на личните си литературни произведения, Ваня Петкова успешно използва знанието си на седем езика за превод и редакция на редица чужди автори като Евгений Евтушенко, Махмуд Даруиш, Пабло Неруда, Весна Парун, Дмитро Павличко, Алфредо Варела, Тарас Шевченко, Едуард Успенски, Леся Украинка, Низар Кабани и др.
През 1985 г. Ваня Петкова изучава арабски език в сирийската столица Дамаск, където живее три години, и написва „Арабски морски новели“ в съавторство със сирийския писател и прозаик Ахмад Сулейман Ал-Ахмад. През 1992 г. Петкова заминава за Украйна, родината на баба ѝ по бащина линия, където живее пет години и превежда творчеството на редица украински автори на български език.

## Последни години от живота
През 2000 г. Петкова се премества да живее в село Езерово в Родопите, където прекарва последните 9 години от живота си до 2009 г., и където написва последните си творби приживе, сред които и стихосбирката, посветена на американския актьор Джони Деп, „Пиратски стихове“, както и новелите издадени посмъртно „И ние сме България“. През 2005 г. и присъждат най-високите отличия за цялостно творчество, наградите „Златен век“ и „Георги Джагаров“.

## Интересни факти
1. Ваня Петкова е първата поетеса в света, изнесла три авторски рецитала по време на полет в самолет. „Поетичните полети“ са били извършени от компаниите Балкан и Аерофлот в годините 1983 и 1984, с маршрути: София-Москва, София-Берлин, и София-Дамаск. Според очевидци (част от които са били и членовете на българската рок група Сигнал), Ваня е рецитирала „във въздуха“ на четири езика, в рамките на 40 – 50 минути от самия полет. Заради това постижение, СБП официално предлагат на Рекордите на Гинес да ѝ бъде връчен рекорд за това постижение.
2. Ваня Петкова е авторка на сценария за постановката на Любен Гройс „Хитър Петър на панаира“.
3. Талантът ѝ е открит от Блага Димитрова, с годините нейна духовна наставничка става Елисавета Багряна, а на свой ред Ваня Петкова вдъхновява с творчеството си Петя Дубарова.[2][6]
4. Между 1960 и 1962 г., Ваня работи в завод „Шести Септември“ в София, като шофьор на електрокар, поради причината че първите ѝ два опита да постъпи в Софийския университет са неуспешни. Някои от най-известните ѝ първи творби са били написани на амбалажна хартия по време на почивките в завода.[3]
5. За цялата си литературна кариера, Ваня Петкова има изнесени близо 800 рецитала в страната и чужбина. Сред първите е рециталът озаглавен „Изповед на две жени“ в дует с Невена Коканова.
6. Сред близките приятели на Ваня Петкова са били бащата на Че Гевара – Ернесто Гевара Линч, съветските поети и публицисти Евгений Евтушенко и Булат Окуджава, аржентинският писател Алфредо Варела, хърватската писателка Весна Парун, и бившия президент на Палестина – Ясер Арафат. В България е дружала основно с Дамян Дамянов, Любомир Левчев, Евтим Евтимов и Георги Джагаров.[15]
7. Бракът на Ваня с тъмнокож чужденец (д-р. Нури Садик О̀раби), предизвиква значителна част от обществото в България да се обърне против личността и творчеството ѝ в края на 60-те години. Според автобиографичната ѝ книга „Бог е любов“, заради този факт тя е била гонена, обиждана, малтретирана и няколко пъти арестувана от милицията със заплахи да бъде изгонена от България.[16] Въпреки това, след всяка командировка в чужбина, тя се е завръщала в родината си, а през годините пише десетки стихотворения против расовата дискриминация и в подкрепа на равноправието между хората по света.[1][16]
8. Ваня Петкова е живяла в Судан (1968 – 1970), в Куба (1974 – 1978), в Сирия (1985 – 1988), и в Украйна (1992 – 1996). От 2000 до 2009 г. основно е живяла в село Езерово, Пловдивско.
9. Ваня Петкова посвещава последната си стихосбирка приживе „Пиратски стихове“ (2009) на американския актьор Джони Деп, и завещава на внука си, актьора Джозеф Ал-Ахмад, книгата да бъде предадена на Деп лично. През 2021 г. „Пиратски стихове“ е официално преиздадена на английски език в Лос Анджелис, Калифорния, САЩ.[17] През 2023 г. стихосбирката е официално връчена на Джони Деп по време на посещението му в България, от внука на поетесата.[17]
10. През 2024 г. и 2025 г., Ваня Петкова е за пръв път изиграна на сцена от актрисите Михаела Павлова и Мария-Радена Божкова. Едно от представленията е проведено в Къща-музей „Пейо Яворов“ на 15-ти януари, 2025 г. На същата дата, през 1982 г., Ваня Петкова изнася голям рецитал в дома на Пейо Яворов – любимия ѝ български поет.

## Отличия и награди
През 1965 г. песента по текст на Ваня Петкова „Любовта на Юнгата“, в изпълнение на Маргрет Николова и музика на Йосиф Цанков, е номинирана за наградата „Златен Орфей“, но печели втората по значимост „Награда на публиката“ в рамките на конкурса.
През 1970 г. песента на Йордан Марчинков по текст на Ваня Петкова „Старите камбани“ е номинирана за Мелодия на годината.
През 1977 г. стихосбирката ѝ „Обратна река“ печели наградата „Най-добра стихосбирка“ по време на националните културни празници „Светлини над Родопите“.
През 1980 г. Ваня Петкова получава награда от Съюза на българските писатели (СБП) за стихосбирката си „Обет за мълчание“ (1979 г.). През същата година, композиторът Хайгашод Агасян пише песен по едно от основните ѝ стихотворения „Арменски очи“, което в годините се превръща в символичен химн на Арменската общност в България.
През 1982 г., Балкантон издават плочата „Ваня Петкова: стихотворения“, с авторско изпълнение на поетесата, включващо фонов музикален съпровод. (като правило поетесите са предпочитали актриси да рецитират вместо самите тях.)
През 1983 г. Ваня Петкова става първата и единствена (към 2025 година) поетеса в света, изнесла три авторски литературни рецитала-моноспектакъла по време на полет в самолет, за което постижение е официално предложена за Рекордите на Гинес.
През 1991 г. името на Ваня Петкова е официално въведено във втория том на американската енциклопедия на трансконтиненталните писателки и поетеси Encyclopedia of Continental Women Writers, сред единствените две българки Блага Димитрова и Елисавета Багряна.
През 2005 г. Получава отличието „Златен век“ от Министерството на културата на България, за принос в развитието и популяризирането на българската култура и изкуство.
През 2005 г. Ваня Петкова става втори по ред притежател на Националната литературната награда „Георги Джагаров“, за цялостно творчество.

### Посмъртно присъдени
През 2011 г. името на Ваня Петкова е въведено посмъртно в 9-ия том на Голямата енциклопедия „България“, издадена от БАН.
През 2019 г. Ваня Петкова е удостоена посмъртно с почетното отличие „Обединител на култури“ от СИЖБ.
През 2025 г. Съюзът на българските писатели официално учредява Национална литературна награда „Ваня Петкова“.

## Смърт
На 26 април 2009 г., седмица след издаването на новата си стихосбирка „Пиратски стихове“, Ваня Петкова умира от аневризма на аортата. Поетесата издъхва на път към болницата на град Първомай, област Пловдив, и е погребана дни по-късно в „Алеята на творците“ на Централните софийски гробища.
Година след кончината на поетесата, през 2010 г., в нейна памет посолството на Армения в България помага с издаването на стихосбирката „Арменска песен“. Премиерата на стихосбирката се състои през декември 2010 г. в Национална библиотека Св. Св. Кирил и Методи в София, с почетни гости от дипломатическите мисии на редица държави и министерството на културата на Република България.
Последните години от живота си, от 2000 г. до 2009 г., Петкова прекарва в къщата си в село Езерово, община Първомай, която е превърната в символичен музей на нейното творчество.

## Галерия
- Оригиналът на стихотворението „Бъди!“ с автентичния почерк на Ваня Петкова. Оригиналът се съхранява в Къща музей „Ваня Петкова“, в с. Езерово, Пловдив.
- Покана за съвместен рецитал „Изповед на две жени“ между Невена Коканова и Ваня Петкова, състоял се през 1984 г. в София. Оригиналът се съхранява от Национален литературен музей.
- Официалната заповед за назначаването на Ваня Петкова на позицията редактор във вестник „Литературен фронт“, подписана от Любомир Левчев. Оригиналът се съхранява в Къща музей „Ваня Петкова“, в с. Езерово, Пловдив.
- „Десетте заповеди“, правила и наставления от бащата на младата Ивана (Ваня) Петкова - Петко Петков. „Настоящото упътване го давам на любимата си дъщеря Ваня за сведение и изпълнение.“ - Петко Петков, 15.9.1957 г.

## Памет
1. Къща музей „Ваня Петкова“ – една от основните забележителности на село Езерово в Родопите, където тя прекарва последните 9 години от живота си. (в процес на признаване на официален статут на музей от Министерството на културата)[20] Именно в Езерово са написани последните произведения на Ваня Петкова. Къщата-музей е в самото начало на селото с паметна плоча, дарена от Община Първомай.[8] Планирано е официално откриване на музейната част на дома през 2025 г., според статия на дъщерята на поетесата – Оля Ал-Ахмед, журналист и преводач.[8]
2. Паметник по воля на Ваня Петкова – След кончината на Ваня Петкова, освен завещание, нейното семейство открива и бележка с почерка ѝ, на която по-думите на дъщеря ѝ пише: „Да бъде възстановен паметникът на воините-освободители и българските опълченци в село Бяла Река!“. Близо тринадесет години по-късно, през януари, 2022 г., волята на покойната поетеса Ваня Петкова бе изпълнена, и паметникът в чест на щабс-капитан Александър Зданович в състава на 2-ра гвардейска кавалерийска дивизия на генерал Йосиф Гурко бе възстановен с официално тържествено откриване на 18 януари, 2022 г.[21]
3. Преиздаване в Лос Анджелис, САЩ – На 10 юли, 2021 г., в рождения ден на поетесата Ваня Петкова, внукът ѝ Джозеф Ал-Ахмад, преиздава последната стихосбирката на поетесата приживе „Пиратски стихове“ в гр. Лос Анджелис, Калифорния – която тя посвещава на американския актьор Джони Деп. Преводът от български на английски е на Снежана Соколова, с две стихотворения написани от Петкова директно на английски, които поетесата също така посвещава на Джони Деп приживе.[7] През 2023, Деп си получава стихосбирката.
4. Учредяване на Национална литературна награда „Ваня Петкова“ от СБП през 2024 г., която ще се връчва на поети и писатели за „постижения в любовната и свободолюбивата лирика“, всяка година, в рождения ден на поетесата – 10 юли, започвайки от 2025.
5. През 2024 г. издаделство „Книгомания“ издават антологията „Аз съм Сириус“, с подбрани 100 стихотворения на Ваня Петкова, в чест на 80-тата годишнина от рождението ѝ, съдържаща невиждани илюстрации на самата поетеса.[14][22] През същата година е издаден и скриваният над 50 години роман „Бог е любов“, базиран на нейния живот.[4][23]
6. Създаден е първият документален филм със заглавие „Ваня Петкова: Неудобната поетеса“ от Християн Иванов. Премиерата на лентата се състоя в чест 80 годишнината от рождението на поетесата, на 10 юли, 2024, в Къща-музей „Ваня Петкова“ в с. Езерово.
7. Театралната постановка „Бог е любов“ в памет на Ваня Петкова, бе представена от актрисите Михаела Павлова и Мария-Радена Божкова в клуб Перото в НДК на 14-ти ноември, 2024 г.
8. Реликви и лични вещи в Националния литературен музей. През 2025 г., е извършено дарение от семейството на Ваня Петкова за Националния литературен музей от ценни вещи на поетесата, влючително една от роклите ѝ, както и една от пишещите ѝ машини, които са с временна експозиция в Къща музей „Никола Й. Вапцаров“ в София.[24]

В последното си предисловие, което може да бъде намерено в „Пиратски стихове“, Петкова пише:
| „ | Стиховете си, защо нарекох ги „пиратски“? Защото всички те са откраднати от оскъдните минути на щастие и радост моя бурен живот. Моята поезия не е родена в топла постеля или върху килима пред компютъра. Тя е родена между шамари и юмруци, между пистолети и ножове, между следствия и бягства, между белезници и ритници, между арабски екшъни в пустините на Сирия и Судан, между самолети, коли, параходи и коне, между бандити и проститутки, между жестоки деца и неблагодарни любимци, между небето и земята, между живота и смъртта...Родена от пирати, живях като пиратка и пиратството е в кръвта ми. – Ваня Петкова | “ |

## Филмография
- „Ваня Петкова: Неудобната поетеса“ (2024 г.) (реж. Християн Иванов) – първият документален филм за Ваня Петкова.